# Friedrich Wilhelm Adolf von Schwerin
Friedrich Wilhelm Adolf von Schwerin (geb. am 20. Juni 1791; gest. am 27. Februar 1856 in Danzig) war ein preußischer Landrat.

## Herkunft und Leben
Friedrich Wilhelm Adolf von Schwerin war Angehöriger des Uradelsgeschlechts Schwerin. Er war der Sohn des preußischen Generalleutnants Wilhelm von Schwerin und dessen Ehefrau (⚭ 11. Dezember 1783) Wilhelmine Johanna (1766–1829), geb. Freiin von Rehbinder. Im Zeitraum von 1824 bis 1842 amtierte er in der Nachfolge von Johann Karl von Wiersbitzki als Landrat des Kreises Wehlau.

## Persönliches
Friedrich Wilhelm Adolf von Schwerin war seit dem 14. Februar 1812 mit Ida Eleonore Elisabeth (* 9. März 1796; † 8. Juli 1859), geb. von Baczko, Tochter des königlich preußischen Generalmajors Joseph Theodor Sigismund von Baczko (1751–1840) und der Friederike Auguste Charlotte, geb. Feldmann, verheiratet. Ihre gemeinsamen Kinder waren:
- Clementine Marie Wilhelmine Friederike (* 15. November 1812)
- Alexandrine Johanna Friederike Franziska (* 22. November 1813)
- Emma Leopoldine Wilhelmine Agnes (* 22. Dezember 1815)
- Kurd Friedrich Theodor (* 18. Januar 1817)
- Josephine Elisabeth Felicitas (* 7. März 1836)